# Красноармейская улица (Москва)
Красноарме́йская у́лица (до 1922 года — Большо́й Зы́ковский прое́зд) — улица в Северном административном округе города Москвы на территории района Аэропорт.

## История
Улица получила современное название в честь Красной армии. До 1922 года называлась Большо́й Зы́ковский прое́зд по находившейся ранее здесь деревне Зыково (название деревни произошло от некалендарного имени Зык или фамилии Зыков), в середине XIX века вошедшей в состав Москвы.

## Расположение
Красноармейская улица, являясь продолжением Дворцовой аллеи, проходит от площади Космонавта Комарова, на которой организован круговой перекрёсток с Дворцовой, Левой Дворцовой, Правой Дворцовой, Летней, Липовой и Нарышкинской аллеями, на северо-запад, пересекает улицу Серёгина и улицу Пилота Нестерова, далее к Красноармейской улице примыкают улица Степана Супруна с юго-запада и Эльдорадовский переулок с северо-востока, затем — улица Константина Симонова с юго-запада, далее — Старый Зыковский проезд с северо-востока, затем — Авиационный переулок с юго-запада, далее — улица Академика Ильюшина с северо-востока, затем 1-я Аэропортовская улица с юго-запада, Красноармейская улица проходит далее до улицы Черняховского, за которой продолжается как улица Усиевича. Нумерация домов начинается от площади Космонавта Комарова.

## Примечательные здания и сооружения
По нечётной стороне:
- № 1 — ресторан А. И. Скалкина «Эльдорадо» (1908—1909, архитектор Н. Д. Поликарпов по проекту Л. Н. Кекушева[5]);
- № 1а — дом ребёнка № 5;
- № 11, к. 2 — Московский институт социально-культурных программ;
- № 21, 23, 25, 27, 29 — комплекс домов ЖСК «Советский писатель» (построены по проекту архитекторов В. В. Степанова и А. Г. Туркенидзе: мастерская № 2 «Моспроекта»[6][7]); ЖСК организован в марте 1959 г.[8], в конце 1961 — начале 1962 г. возведены первые три корпуса 9-этажных жилых домов (нынешние № 23, 25 и 27)[9]; до середины 1969 года эти дома имели другой адрес и нумерацию: д. 16 (корпуса 1, 2, 3) по 2-й Аэропортовской улице. Дома 21 и 29 построены в 1966 году. Среди членов ЖСК «Советский писатель» — известные прозаики, поэты, драматурги, переводчики, литературоведы, критики, другие деятели культуры и науки, члены их семей:
  - жилой дом № 21 (120 квартир; построен в 1966 г.): Василий Аксёнов[10], Сергей Алексеев[11], Владимир Амлинский[12], Элизбар Ананиашвили[13], Наталья Аринбасарова (затем в д. 23)[14][15], Борис Балтер[16], Михаил Бахтин[17], Татьяна Бачелис[18], Константин Буковский[19], Николай Вирта[20], Егор Гайдар[21][22], Тимур Гайдар[23], Анатолий Гребнев[24], Николай Двигубский[25], Валентина Ивашева[26], Леонид Зорин[27], Фазиль Искандер[28] (затем в д. 23[29]), Лев Копелев[30], Юрий Коринец[31], Владимир Корнилов[32], Станислав Куняев[33] (затем в д. 27), Владимир Лакшин[34], Павел Любимов[35], Александр Межиров[36], Андрей Некрасов[37], Николай Носов[38], Анатолий Приставкин[39], Давид Самойлов[40], Людмила Татьяничева[41], Яков Штернберг[42], Исидор Шток[42], Юлиу Эдлис[43], Ирина Эренбург[44], Геннадий Гончаренко[45], Клементий Минц;
  - жилой дом № 23 (108 квартир; до 1969 г. — 2-я Аэропортовская, д. 16, подъезды 7—9): Виктор Авдеев[46], Зинаида Александрова[47], Анатолий Алексин[48], Татьяна Бек[49], Рудольф Бершадский[50], Аркадий Ваксберг[51], Инна Вишневская[52], Василий Гроссман[53][54], Юлия Друнина[55], Николай Каверин[56], Алексей Каплер[56], Андрей Кончаловский[57], Борис Костюковский[58], Феликс Кузнецов[59], Александр Курляндский[60], Алексей Мусатов[61], Булат Окуджава[62][63], Бенедикт Сарнов[64], Владимир Солоухин[65], Абель Старцев[66], Эльдор Уразбаев[67], Лев Устинов[68], Даниил Храбровицкий[69], Сергей Чупринин[70], Мариэтта Шагинян[71], Михаил Шатров[72], Ариадна Эфрон[73], Ростислав Юренев[74];
  - жилой дом № 25 (96 квартир; до 1969 г. — 2-я Аэропортовская, 16, подъезды 4-6): Нора Адамян[75], Константин Богатырёв[76], Пётр Богатырёв[76], Морис Ваксмахер[77], Александр Големба[78], Владимир Державин[79], Виталий Ждан[80], Игорь Забелин[81], Пётр Караченцов[57], Юрий Левитанский[82], Михаил Львовский[83], Зиновия Маркина[84], Анатолий Мошковский[85], Леонид Пинский[86], Николай Смирнов[87], Людмила Уварова[88], математик, профессор МГУ Владимир Успенский[89], Гарольд Регистан[90];
  - жилой дом № 27 (106 квартир; до 1969 г. — 2-я Аэропортовская, 16, подъезды 1-3): Детский сад Литфонда. Фрагмент оригинального фасада 1960-х Леонид Агранович[91], Аркадий Адамов[75], Соломон Апт[92], Владимир Архангельский[93], Ольга Аросева[94], Семён Бабаевский[95], Георгий Берёзко[96], Ефим Весенин[51], Олег Волков[97], Нора Галь[98], Сусанна Георгиевская[99], Александр Гладков[100], Ирина Гуро[101], Даниил Данин[102], Нина Дарузес[103], Леонид Жуховицкий[104], Анна Караваева[105], Светлана Кузнецова[59], Геннадий Мамлин[106], Борис Могилевский[107], Антон Пришелец[108], Иосиф Прут[109], Рита Райт[110], Бернхард Райх[111], Михаил Светлов[112][63], Алексей Симонов[113], Елизавета Тараховская[114], Николай Томан[115], Людмила Улицкая[104], Радий Фиш[116], Илья Фрадкин[117], Вера Чаплина[118];

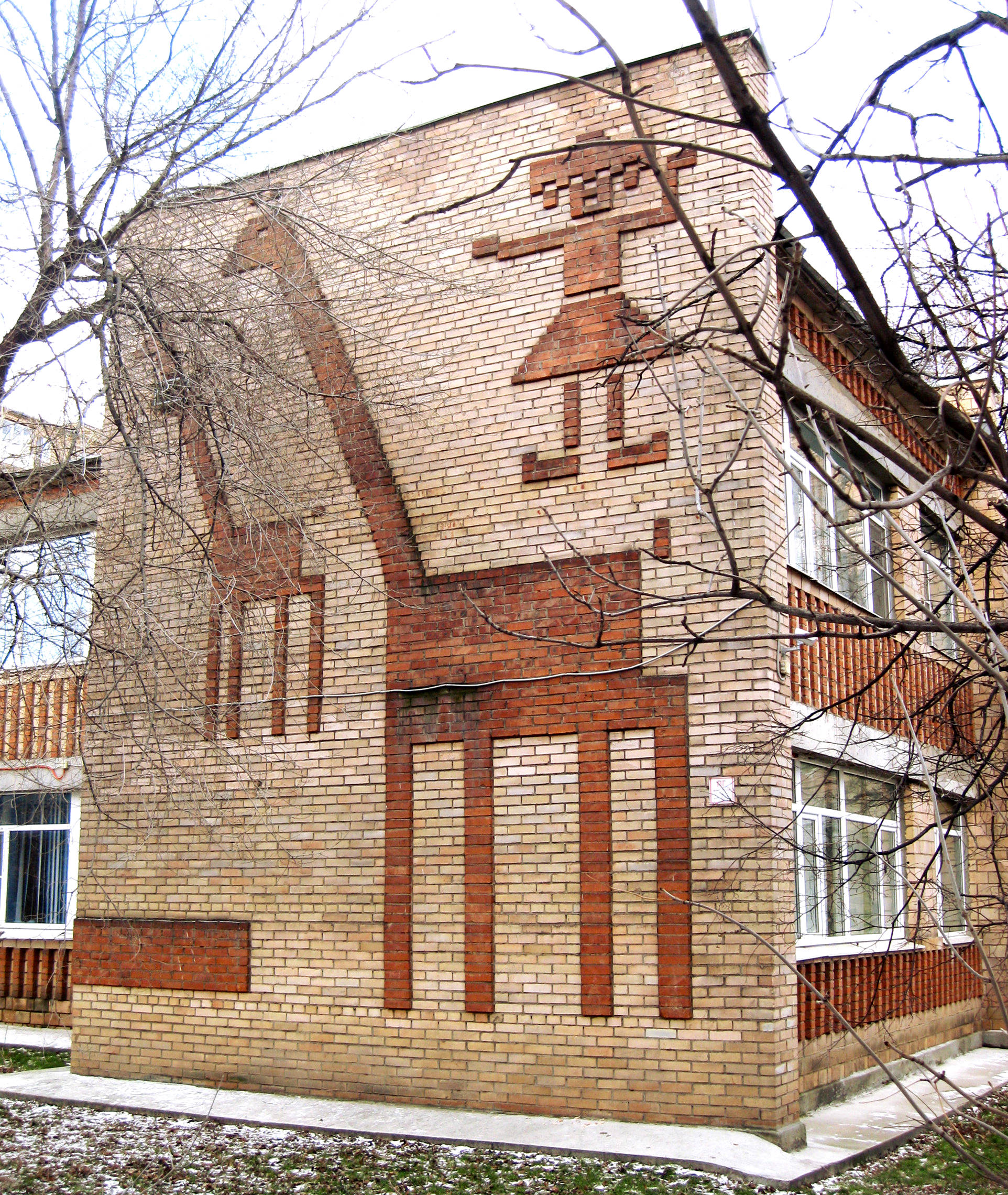
Детский сад Литфонда. Фрагмент оригинального фасада 1960-х

  - жилой дом № 29 (75 квартир; построен в 1966): Елена Аксельрод[10], Александр Аникст[119], Александр Брагинский[120], Зоя Воскресенская[121], Николай Доризо[122], Эмма Герштейн[123], Юрий Давыдов[124], Евгений Дворжецкий[125], Николай Любимов[126], Олег Михайлов[127], Тани Юн[128];
- № 23а — детская поликлиника Литфонда; ранее в этом 2-этажном здании размещался детский сад Литфонда, построенный в начале 1960-х[129]. Детский сад закрыт в 2003 г.[130][131], в здании размещался офис Билайн[132], затем детская поликлиника.

По чётной стороне:
- № 2, к. 1 — дом для военнослужащих Военно-воздушной инженерной академии имени Н. Е. Жуковского;
- № 2, к. 3 — здание тыла Военно-воздушной инженерной академии имени Н. Е. Жуковского;
- № 2а — Храм Благовещения Пресвятой Богородицы в Петровском парке;
- № 4 — Центральный дом авиации и космонавтики;
- № 6, корп. 1 — жилой дом. Здесь жила лётчик-штурмовик, Герой Советского Союза Анна Тимофеева[133];
- № 30а — детская поликлиника № 19;
- № 30б — Новая гуманитарная школа.

## Транспорт

### Автобус
- 110: от станции метро «Сокол» Замоскворецкой линии  до станции  метро «Петровский парк»

### Метро
- Станция метро «Аэропорт» Замоскворецкой линии — у северо-западного конца улицы, на Ленинградском проспекте у примыкания к нему 1-й Аэропортовской улицы, на площади Эрнста Тельмана на Ленинградском проспекте у примыкания к нему улицы Викторенко и улицы Острякова.
- Станция метро «Динамо» Замоскворецкой линии — на Ленинградском проспекте у примыкания к нему Театральной аллеи и станция «Петровский парк» Большой кольцевой линии.